# 西部警察 PART-II
『西部警察 PART-II』（せいぶけいさつパートツー）は、1982年5月30日から1983年3月20日まで、テレビ朝日系列で毎週日曜20:00 - 20:54（JST）に全40話が放送された、石原プロモーション制作のテレビドラマ。

## 概要
前番組『西部警察』（PART-I）からハードアクションに重点を置いた作風を踏襲しつつ、本作品では後述の通り設定および登場人物の一部が刷新されている。また、本作品より次番組『西部警察 PART-III』にまたがっての長期企画となる日本全国縦断ロケがスタート、本作品では4度にわたる地方ロケが展開された。

### PART1からの主な変更点
登場人物の交代
前作最終回までのレギュラーのうち、西部署捜査課の源田刑事・谷刑事は本作品には続投せず、彼らに代わる新メンバーとして沖田刑事・浜刑事が初回より登場。このうち捜査課への着任の経緯が描かれたのは沖田刑事のみで、浜刑事については本番組開始時点から既に捜査課に所属し、大門とも古くから面識があるものとして扱われている。
また捜査課のメンバー以外では、前作に登場していた「CORNER LOUNGE」の朝比奈に代わり、本作品からは同様のポジションとして「セブン」の七重が新たに登場。この他前作からの続投となる大門明子も、シリーズの切り替わりに伴い演者が古手川祐子から登亜樹子へと交代している。
諸設定の変更
木暮課長や捜査課の面々が利用する飲み屋が、前述した登場人物の交代に伴って「CORNER LOUNGE」からスナック「セブン」に変更。また大門兄妹が住むアパートも、前作での壁が青と黄色の内装でロフト付きの洒落た部屋から、本作品以降は当時のアパートによく見られたオーソドックスな間取りへと変わり、明子の職業設定も漫画家から保育園の保母へと変更された。このほか、平尾刑事・鳩村刑事など続投したレギュラー刑事にも、衣装などの面でマイナーチェンジが見られる。
このように、前作の続編でありながらも上記した変更点が多数見られる点から、書籍によっては本作品を前作とは時間軸が異なるパラレルワールドと言及するケースもある。
スタッフ面では、前作でメインテーマを始めとする作中音楽を手がけた宇都宮安重・石田勝範に代わり、本作品以降は羽田健太郎が作編曲、演奏は過去に『大都会 PARTIII』で石原プロ作品と関わりのある高橋達也&東京ユニオンが担当している。ただし、前作で使用されていた楽曲も引き続き使用されており、また東京ユニオン演奏によるレコードリリース用楽曲以外の汎用BGMは、『キッド』『科学救助隊テクノボイジャー』『スペースコブラ』『超時空世紀オーガス』など、同じく羽田が作曲を担当していた別作品からの流用が大半を占めている。

## 主な出演者
大門軍団
- 大門圭介 - 渡哲也
- 沖田五郎 - 三浦友和
- 鳩村英次 - 舘ひろし
- 平尾一兵 - 峰竜太
- 北条卓 - 御木裕
- 浜源太郎 - 井上昭文（第1話 - 第35話[注釈 1]）
- 南長太郎 - 小林昭二（第36話 - 第40話）

捜査係長
- 二宮武士 - 庄司永建（第1話 - 第14話）
- 佐川勘一 - 高城淳一（第15話 - 第40話）

その他のレギュラー
- 大門明子 - 登亜樹子
- 上村七重 - 吉行和子
- 国立六三 - 武藤章生
- 山野美子 - 小野田かずえ
- 矢島アイ子 - 豊島ひとみ
- 美代子 - 八木美代子
- 花子 - 山科ゆり
- 記者クラブメンバー - 山根久幸、柿沼大介、山本庄助

捜査課長
- 木暮謙三 - 石原裕次郎

## スタッフ
- 制作 - 石原裕次郎
- 企画 - 小林正彦（石原プロモーション）
- プロデューサー - 石野憲助（石原プロモーション）、星裕夫（テレビ朝日）
- 撮影 - 宗田喜久松、内田清美、杉村博章
- 照明 - 椎葉昇、椎野茂
- 美術 - 小林正義
- 録音 - 佐藤泰博
- 整音 - 小峰信雄
- 編集 - 渡辺士郎、原桂一
- 助監督 - 原隆仁、荻原達、森清和夫
- 記録 - 藤本洋子、高山典子、小林みどり
- 制作担当 - 古賀正行、浅野謙治郎
- 俳優担当プロデューサー - 小島克己
- プロデューサー補 - 岩崎純、高山正彦、仲川幸夫
- 音楽 - 羽田健太郎
  - 演奏 - 高橋達也と東京ユニオン
- 音楽ディレクター - 鈴木清司
- 音楽プロデューサー - 中村進（石原音楽出版社）
- サントラ盤 - テイチクレコード
- 音響効果 - 小島良雄（東洋音響）
- 録音スタジオ - にっかつスタジオセンター
- 技斗 - 高倉英二
- アクション - グループ十二騎会
- エキストラ - クロキプロ
- カーアクション - 三石千尋とマイクスタントマンチーム
- 衣装 - 第一衣裳
- 美粧 - 山田かつら
- 小道具 - 高津映画装飾
- 現像 - 東洋現像所
- 撮影協力 - 鈴木自動車工業、朝日航洋、共豊産業、エンケイ・アルミホイール
- 協力 - 日産自動車
- 制作 - 石原プロモーション、テレビ朝日

## 音楽

### メインテーマ
- 「ワンダフル・ガイズ」
  - 作編曲 - 羽田健太郎 / 演奏 - 高橋達也と東京ユニオン
前作までオープニング冒頭を飾っていた、捜査課の面々による西部署正面の階段降りのカットが廃止された。階段降りの映像自体は、本作品用に新規に撮影したカットが、浜刑事の最終登場回である第35話の次回予告まで使用された。
  - PART-IIIも同様に使用されるが、キーの違いやラスト部分が異なっている。
  - このテーマにはバラード調にした歌詞付きのアレンジ版が使われており、その曲はPART-IIIの第16話・第32話などで使われる。

### 主題歌
- 「時間（とき）よお前は…」
  - 作詞 - なかにし礼 / 作曲 - 浜圭介 / 編曲 - 竜崎孝路 / 唄 - 石原裕次郎
  - 発売 - テイチクレコード（現・テイチクエンタテインメント）
- 「勇者たち」
  - 作詞 - なかにし礼 / 作曲 - 浜圭介 / 編曲 - 高田弘 / 唄 - 石原裕次郎
  - 発売：テイチクレコード（現・テイチクエンタテインメント）

### 挿入歌
- 「通り雨」
  - 作詞曲 - 竹田賢 / 編曲 - 竜崎孝路 / 唄 - 豊島ひとみ
- 「男と女のWaltz」
  - 作詞曲 - 古田喜昭 / 編曲 - 若草恵 / 唄 - 八木美代子
- 「涙は俺がふく」（第28話のみ）
  - 作詞 - なかにし礼 / 作曲 - 弦哲也 / 編曲 - 竜崎孝路 / 唄 - 石原裕次郎

## 放送日程
| 放送回 | 放送日         | サブタイトル                        | 脚本              | 監督     | ゲスト | 視聴率 |
| ------ | -------------- | ----------------------------------- | ----------------- | -------- | --- | ------ |
| 1      | 1982年05月30日 | 大門軍団・激闘再び －沖田登場－     | 新井光            | 小澤啓一 | 亀石征一郎、北村総一朗、小林千枝、鈴木和夫、壇喧太、八木肇、小山源喜、波多野清、羽田野まゆみ、遠山孝一、浅野直人、山本清二、森下明、戸塚孝、新井一夫、二家本辰巳、城野勝己 | 19.3%  |
| 2      | 6月06日        | 大都会に舞う男                      | 峯尾基三          | 小澤啓一 | 片桐竜次、水上功治、高品正広、吉沢健、岡本広美、真木恭介、西屋東、石井和彦、竹下玲奈、入江正徳、高崎良三、大木史朗、中瀬博文、千葉長門、三木愛子、藤井千代子、相沢一郎 | 18.1%  |
| 3      | 6月13日        | 生命ある限り                        | 大野武雄          | 渡辺拓也 | 待田京介、宮川洋一、滝川潤、片岡五郎、関川慎二、荻原賢三、西内彰、大熊敏志、野路きくみ、西田ゆかり、菊地誠一、北斗太郎、藤原益二、中山照康、柴田明、石川徹 | 16.7%  |
| 4      | 6月20日        | 殺しのキーワード                    | 宮下潤一          | 渡辺拓也 | 黒部進、石山雄大、畑中猛、石田和彦、庄司三郎、清水宏、中丸信、山岡八高、小原武、池上とし江、五十嵐公二、ほりえじゅんこ、伊藤美穂子、青木勇次、杉本美奈子、加々良一和輝、相沢俊二 | 15.1%  |
| 5      | 6月27日        | 消えた身代金                        | 宮田雪            | 宮越澄   | 安井昌二、荻原紀、草薙良一、永野明彦、明石勤、梓ようこ、大島宇三郎、伊吹礼一、川崎絵美里、竹本史明、伊藤英治 | 15.1%  |
| 6      | 7月11日        | あいつは予言者                      | 那須真知子        | 宮越澄   | 波多野敦子、睦五朗、山西道広、内田勝正、花かおる、辰馬伸、北村大造、田代潤、高橋正昭、中瀬博文、石崎洋光、森岡隆見 | 13.7%  |
| 7      | 7月18日        | 狙われた天使                        | 永海秀国 新井光   | 澤田幸弘 | 鹿内孝、船水俊宏、藤宏子、露木梨恵、浦信太郎、遠藤貫也、土屋覚、奥村樹里、大場一徳 | 14.2%  |
| 8      | 7月25日        | 暁の決断                            | 大野武雄          | 渡辺拓也 | 土門峻、本間由美、高山成夫、宮川洋一、南雲佑介、南城達也、福永幸男、河合絃司、相原巨典、高瀬将嗣、柿崎左十志、菅秀樹、重松収、長谷川一輝、新井一夫、大島光幸、星野晃、遠山孝一、中山照康 | 13.9%  |
| 9      | 8月01日        | 罠                                  | 峯尾基三          | 渡辺拓也 | 岡崎二朗、八名信夫、大下哲矢、信実一徳、八雲大、加地健太郎、福岡正剛、姫るりこ、掛田誠、伊藤紘、藤原益二、高橋正明、立花瞳、安見あいか、吉宮慎一、千葉長門、影山英俊(ノンクレジット) | 17.9%  |
| 10     | 8月08日        | 大追跡!!静岡市街戦 －静岡・前篇－   | 新井光 宮下潤一   | 小澤啓一 | （第10・11話共通） 木村重造、立枝歩、小池雄介 （第10話のみ）中庸助、太刀川寛、姿鐵太郎、井上博一、倉島襄、高橋義治、永野明彦、 上田耕一、北斗太郎、石崎洋光、星野晃、高橋正昭、郷内栄樹、 （第11話のみ）、田中浩、高品正広、椎谷建治、岡本達哉、石田和彦、浜口竜哉、島英司、篠原夕紀、二家本辰巳、中瀬博文、加々良一和輝、夏倉健二、藤原益二 | 15.8%  |
| 11     | 8月15日        | 大激闘!!浜名湖決戦 －静岡・後篇－   | 新井光 宮下潤一   | 小澤啓一 | （第10・11話共通） 木村重造、立枝歩、小池雄介 （第10話のみ）中庸助、太刀川寛、姿鐵太郎、井上博一、倉島襄、高橋義治、永野明彦、 上田耕一、北斗太郎、石崎洋光、星野晃、高橋正昭、郷内栄樹、 （第11話のみ）、田中浩、高品正広、椎谷建治、岡本達哉、石田和彦、浜口竜哉、島英司、篠原夕紀、二家本辰巳、中瀬博文、加々良一和輝、夏倉健二、藤原益二 | 10.2%  |
| 12     | 8月29日        | 10年目の疑惑                        | 宮田雪            | 澤田幸弘 | 荒井玉青、深江章喜、石橋雅男、流健二郎、早川研吉、曽我佐和子、福島麻矢、滝義郎、三重街恒二、小池幸次、山田博行、大竹義夫、澤田洋、大屋隆俊、麿のぼる、高橋雅男、浅野直人、渡辺文武 | 11.0%  |
| 13     | 9月12日        | 俺の愛したマリア                    | 大野武雄          | 宮越澄   | セーラ、成瀬正、エディ・アラブ、晴乃ピーチク、隼田勇蔵、平瀬リエ、芦沢洋三、大竹義夫、田代潤、白鳥奈美、島本洋、茜まり、平正信、山本宗弘、有馬明良 | 17.3%  |
| 14     | 9月19日        | 男たちの絆                          | 宮田雪            | 宮越澄   | 上月左知子、山谷初男、関川慎二、神田隆、檀喧太、畑中猛、 夏樹レナ、南裕輔、入江正徳、浅見小四郎、秋田谷一憲、上野忠彦、渡会良彦、大場英二 | 17.2%  |
| 15     | 9月26日        | ニューフェイス!! 西部機動軍団       | 宮下潤一          | 澤田幸弘 | 北原義郎、伊達三郎、吉中六、木瓜みらい、高橋明、不知火艶、佐藤了一、深見博、八雲大、菅秀樹、中山照康、小寺大介、森岡隆見、遠山孝一、根元聖一、石川徹、影山英俊(ノンクレジット) | 16.5%  |
| 16     | 10月03日       | 追撃                                | 柏原寛司          | 澤田幸弘 | 亜湖、三上真一郎、中田博久、江角英明、鶴岡修、志賀圭二郎、重松収、清水宏、角田映二、豊田紀雄、二家本辰巳、浅野直人、澤田洋、安藤博信、沢村千喜、宮沢千秋 | 14.4%  |
| 17     | 10月10日       | 絶命!! 暴走トラック                 | 宮下潤一          | 小澤啓一 | 林ゆたか、森山周一郎、草薙良一、橋本和人、市村博、石田和彦、大木史朗、高山千草、小坂生男、関根久恵、緒形光平、荻原なおみ、高橋義治、北斗太郎、中瀬博文、城野勝己、庄司顕仁 | 16.2%  |
| 18     | 10月17日       | 広島市街パニック!!                  | 柏原寛司          | 渡辺拓也 | 内田勝正、船水俊宏、南道郎、岡本真、武藤英司、永野明彦、藤井昭雄、中村要、星野晃、信実一徳、富丞巴、吉田小千恵、浅井朱美、西下真子、姫るり子、B&B (お笑いコンビ) | 18.5%  |
| 19     | 10月24日       | 燃えろ!! 南十字星                   | 永原秀一          | 渡辺拓也 | 風間健、黒部進、水島美奈子、大下哲矢、石山雄大、長谷川一輝、相原巨典、山本武、川崎民久、浜口竜哉、庄司三郎、大竹義夫、藤原益二、有馬明良、中岡三佐子 | 18.5%  |
| 20     | 10月31日       | 明日への挑戦                        | 新井光            | 小澤啓一 | 岡本麗、弘松三郎、片岡五郎、松田章、三遊亭遊三、氷室浩二、山岡八高、近藤準、西川敬三郎、湊俊一、加々良一和輝、石井和彦、大島光幸、高橋正昭、森岡隆見 | 18.0%  |
| 21     | 11月07日       | 甦れ! ドッグ・ファイター            | 日暮裕一 宮下潤一 | 宮越澄   | 深江章喜、早川雄三、徳弘夏生、西内彰、我如古盛勇、福永幸男、石崎洋光、夏倉健二、高橋正昭、城野勝己、二家本辰巳、有馬明良、大竹義夫 | 20.7%  |
| 22     | 11月14日       | 大空の追跡                          | 峯尾基三          | 宮越澄   | 平田昭彦、江幡高志、萩原紀、戸塚孝、郷内栄樹、鶴賀二郎、塩月徳子、森直樹、宗田久美、伊藤美保子、奥村樹里 | 17.4%  |
| 23     | 11月21日       | 凶悪の焰                            | 永原秀一          | 渡辺拓也 | 近藤宏、八名信夫、高品正広、石垣恵三郎、小坂生男、高橋義治、シンリー・アレクサンダー、ウタ・グラッフェ、オデイル・ロークス、キャティ・ウィグリー、ユタ・モーニカー | 19.2%  |
| 24     | 11月28日       | 危険なロックンローラー              | 柏原寛司 宮田雪   | 渡辺拓也 | ジュークボックス（吉田真子、鈴木則雄、木村恵三、三野誠司）、小林重四郎、中庸介、姿鐡太郎、倉島襄、八雲大、高瀬将嗣、牧村耕次、田代潤、島英司、アール・ウィラー、豊田温資、阿部勝枝、稲川善一、羽田野まゆみ、峰岸康男、遠山孝一、根本聖一、青木勇次、影山英俊(ノンクレジット)                                                                 | 17.8%  |
| 25     | 12月05日       | 走る爆破指令室 －マシン・RS－       | 那須真知子        | 澤田幸弘 | 泉じゅん、小宮健吾、早川雄三、壇暄太、高山千草、江田真弓、竹内靖、岡沢徳久子、渡辺祐子、村川みどり、渡辺一彦、藤原公夫、相馬勇、島本洋、野口泰三 | 19.2%  |
| 26     | 12月12日       | －北都の叫び－ カムバック・サーモン | 新井光 大野武雄   | 宮越澄   | 中村竹弥、保積ぺぺ、成瀬正、永野明彦、三上剛仙、夏樹レナ、福沢千比呂、北斗太郎、星野晃、大島光幸、木村功、大宮隆 | 17.4%  |
| 27     | 12月19日       | 傷だらけの天使                      | 大野武雄          | 澤田幸弘 | 松本伊代、藤木敬士、飛鳥裕子、花かおる、長谷川一輝、重松収、福島麻矢、竹下玲奈、掛田誠、関根久恵、清水宏、秋永和彦、有馬明良、星野晃、庄司三郎 | 16.7%  |
| 28     | 12月26日       | 涙は俺がふく                        | 宮下潤一 日暮裕一 | 澤田幸弘 | 佐藤仁哉、寺尾いづみ、藤山浩二、吉沢健、吉中六、伊吹礼一、二家本辰巳、和泉喜和子、佐藤了一、岡沢徳久子、高橋正昭、浅野直人、澤田洋、福岡正剛、森下明、大竹義夫、池上とし江 | 17.3%  |
| 29     | 1983年01月02日 | 燃える原野! オロフレ大戦争          | 新井光            | 宮越澄   | 青地公美、沢田勝美、戸塚孝、石田和彦、藤原益二、高瀬将嗣、山根三男、斉藤真寿美 | 10.9%  |
| 30     | 1月09日        | 別離（わかれ）のラストフライト      | 宮下潤一          | 村川透   | 水原ゆう紀、宮口二郎、宮川洋一、関山耕司、森下明、畑中猛、鈴木和夫、不知火艶、柴田明、石井和彦、中瀬博文、相川圭子、北斗太郎、遠山孝一、藤原益二、石川徹、中山照康 | 14.6%  |
| 31     | 1月16日        | 1000万ドルの恋人                    | 新井光 平野靖士   | 村川透   | 山西道広、岡田ますみ、飯田浩幾、野坂信一、山中康司、金子勝美、浜口竜哉、晴海勇三、大谷木洋子、加々良一和輝、薄井伸一、根本聖一、村尾由紀子、渡部等、相本一吉、宮島進一 | 18.2%  |
| 32     | 1月23日        | 狙われたシンデレラ                  | 宮田雪            | 渡辺拓也 | 中島はるみ、荒井玉青、亀石征一郎、武藤英司、小池雄介、斎藤英雄、大島宇三郎、高橋義治、伊藤美穂子、俵一、斉藤林子、郷内栄喜、古川隆、島本洋、浅野直人、石川小百合 | 15.5%  |
| 33     | 1月30日        | 鑑識ナンバー106                     | 峯尾基三          | 渡辺拓也 | 田中浩、矢野間啓二、天草四郎、曽我佐和子、田村貫、羽田野まゆみ、中原潤、田辺年秋、深見博、桐生美代子、有馬明良、高橋正昭、小坂生男、土屋雄二、渡辺一彦、楯量子、古橋定夫 | 13.3%  |
| 34     | 2月06日        | トリック・ジャック                  | 宮下潤一          | 小澤啓一 | 石橋雅史、阿藤海、小林伊津子、竹下レナ、佐伯徹、大前田武、長谷川一輝、竹下レナ、稲川善一、横関志磨子、麿のぼる、西内彰 | 15.5%  |
| 35     | 2月13日        | 娘よ、父は・・・ 浜刑事・絶命       | 永原秀一          | 小澤啓一 | 鹿内孝、荒井玉青、金井大、大杉くにこ、美木良介、北條清嗣、相原巨典、大屋隆俊、小坂生男、花原照子、石崎洋光、夏倉健二、石井和彦、菅秀樹、中山照康、遠山孝一、波多野陽一 | 17.0%  |
| 36     | 2月20日        | 八丈島から来た刑事                  | 峯尾基三          | 澤田幸弘 | 市川好朗、時本和也、関川慎二、中庸助、清水宏、信実一徳、浅見小四郎、村上幹夫、島本洋、中尾慎司 | 16.5%  |
| 37     | 2月27日        | 戦慄のカーニバル －名古屋篇－       | 峯尾基三          | 村川透   | 黒部進、片岡五郎、小坂明央、庄司三郎、壇暄太、永野明彦、畑中猛、広瀬五郎、中川雅恵、鈴木大介、山本明枝、藤田千恵子、松野克彦、石野克己、高橋清二、平川元 | 17.0%  |
| 38     | 3月06日        | 決戦・地獄の要塞 －名古屋篇－       | 西脇英夫          | 村川透   | 今井健二、吉田豊明、一ノ瀬康子、花かおる、神弘無、岩瀬威司、西口天子、大島光幸、中瀬博文、西内彰、有馬明良、清水徳、石文康昭 | 17.4%  |
| 39     | 3月13日        | 謎の亡命者                          | 宮田雪            | 渡辺拓也 | 堀川まゆみ、ウイリアム・ターパン、田島義文、中田博久、高品正広、泉よし子、石崎洋光、島本洋、国宗篤、三重街恒二、土屋雄二、バーバラ・ムーラ、リチャード・クラク、高橋正昭、北斗太郎、藤原益二、星野晃、ジョン・マイク・フォーリー | 13.1%  |
| 40     | 3月20日        | ペガサスの牙                        | 永原秀一          | 渡辺拓也 | 八名信夫、小宮健吾、倉島襄、石井和彦、穂高稔、浜世津子、入江正徳、相原巨典、高瀬将嗣、溝口順子、藤本寛、橋本秀昭、藤本秀次、中尾慎司、斉藤敏明 | 13.5%  |

※DVD：鳩村BOX1には第1話 - 第20話、鳩村BOX2には第21話 - 第40話、ダーティーキャラクターコレクションシリーズ1には第23話を収録。後に「西部警察 40th Anniversary コンプリートDVD-BOX」が発売されるまでは、DVD化におけるシリーズ中唯一の全話収録であった。

## 地方ロケ
本作品と同時期に、土曜正午に放送されていたバラエティ番組『独占!女の60分』では、地方ロケ編が放映される前日に同番組のアタッカー（リポーター）がロケ現場を訪れ、その舞台裏などを紹介する企画も放送された。
※日本全国縦断ロケも参照。
静岡（第10・11・17話）
このうち、第17話以外は全国縦断第1弾としての扱い。その前編に当たる第10話では、木暮を乗せたヘリコプターが、再開発事業に伴い当時空き地となっていた国鉄（現:JR東海）静岡駅前に着陸する場面も盛り込まれた。静岡朝日テレビ20年史によると、市街地しかも駅前広場にヘリコプターを着陸させる案が出た当時、静岡市や静岡県警に何度も交渉した末にようやく許可が出たと記されている。またこのシーンに際して、他のテレビ朝日系列局からクレームも寄せられたという。
後編の第11話では、クライマックスシーンにおいて時価400万円に上る浜名湖の遊覧船を爆破。
広島（第18・19話）
全国縦断第2弾。第18話のクライマックスシーンでは、広島電鉄の路面電車（にしき堂号）を、広電宮島駅（現：広電宮島口駅）構内で爆破。この「にしき堂号」は、元大阪市電1801型の広島電鉄750形電車766号車（登録上は755号車）で、撮影に当たっては塗装・広告がパールライスのそれからにしき堂のもみじ饅頭へと変更されている。撮影終了の後、766号車は登録抹消の上で解体された。
北海道（第26・29話）
全国縦断第3弾。第26話では、すでに横転して警官のいない白パトと、犯人の乗った宝酒造のトラック（いすゞエルフ）が衝突の後に爆発、90分スペシャルとして放送された第29話では、元ホテルの廃屋がクライマックスシーンでの爆破に使用された。
名古屋（第37・38話）
全国縦断第4弾(※クレジットは名古屋のみだが、実際は名古屋と三重)。第37話では三重の長島温泉・ナガシマスパーランド（三重県）でロケを敢行。
第38話では、店舗改装を控えていたグリーンロード沿いのステーキのあさくま藤ヶ丘店（名古屋市名東区照が丘）を爆破したほか、廃工場（二村化学工業（現：フタムラ化学）名古屋工場跡）の煙突（作中ではお化け煙突と呼称）倒壊がクライマックスシーンの見せ場に配された。

## 登場車両
- マシンX（第1話 - 第14話）
- サファリ4WD
- スーパーZ（第15話 - 第40話）
- マシンRS（第15話 - 第40話）

## その他
福井県と石川県においては、前作より福井テレビ・石川テレビ（いずれもフジテレビ系列）が、土曜13:00 - 13:54にて『西部警察』シリーズの遅れネットを実施していたが、次番組『西部警察 PART-III』の開始に際してこれらの県でのネット局が変更され、福井県ではもう1つの県域局である福井放送（放送当時は日本テレビ系列局）で月曜21:00 - 21:54（1983年4月4日付の福井新聞におけるラ・テ欄より）に、石川県ではやはり当時もう1つの県域局だった北陸放送（TBS系列）で火曜22:00 - 22:54に、それぞれ放送されるようになった。
『西部警察』シリーズの再放送を度々実施してきたCS放送のファミリー劇場では、2011年2月に本作品の「HDリマスター版」をCSにて初放送するにあたり、その宣伝企画として同局のPR番組『ファミ缶』2月号内で、旅番組『ぶらり途中下車の旅』（日本テレビ系列）を下敷きにしたミニコーナー『日本全国ぶらり爆破の旅』が制作・放送された。